# Cmp
A cmp Unix parancs összehasonlít két állományt és az eredményt kiírja a standard kimenetre.

## Használata
Néhány opció a cmp parancs használatához:
-b, --print-bytes : Kiírja az eltérő byte-okat.
-i SKIP, --ignore-initial=SKIP : Kihagyja a bemenet első SKIP számú bájtját.
-i SKIP1:SKIP2, --ignore-initial=SKIP1:SKIP2 : kihagyja a FILE1 állomány első SKIP1 számú bájtját és a FILE2 állomány első SKIP2 számú bájtját
-l, --verbose : Az eltérő bájtok számát és értékét írja ki
-n LIMIT, --bytes=LIMIT : Legfeljebb LIMIT számú bájtot hasonlít össze
-s, --quiet, --silent : Nem ír ki semmit, csak a visszatérési értéket állítja be
-v, --version : Verzióinformációt ír ki
--help : Súgót ír ki

## Visszatérési értékek
- 0 – az állományok megegyeznek
- 1 – az állományok különböznek
- 2 – elérhetetlen állomány(ok)